# Il pellegrinaggio del giovane Aroldo
Il pellegrinaggio del giovane Aroldo (Childe Harold's Pilgrimage) è un lungo poema narrativo scritto dal poeta inglese Lord Byron, e fu pubblicato tra il 1812 e il 1818. Il poema descrive i viaggi e i pensieri di due personaggi che, disillusi da una vita di piaceri e ozi, cercano una nuova esistenza in terre straniere; complessivamente, può essere interpretato come l'espressione della malinconia e della disillusione vissuta da una generazione ormai esausta delle guerre dell'età successiva alla Rivoluzione francese e dell'Età Napoleonica.
Come ammise lo stesso Byron, il poema trae ispirazione dalle vicende autobiografiche dello stesso autore, in particolare dai viaggi nel Mar Mediterraneo e nel Mar Egeo compiuti tra il 1809 e il 1811. Sebbene l'autore non fosse inizialmente soddisfatto della sua opera, considerandola troppo legata alle sue vicende personali, con la sua pubblicazione, da parte dell'editore John Murray, Byron ottenne un'immediata notorietà, tanto che ancora oggi lo si annovera tra i maggiori letterati inglesi. Il successo maggiore fu riscosso tra il pubblico femminile aristocratico, che amava moltissimo la figura del giovane Harold e, soprattutto, il suo onnipresente pessimismo; ben presto si notarono somiglianze tra la personalità di Byron e quella del suo personaggio.
Il poema delinea i tratti dell'"eroe byroniano", ancor oggi rilevante e spesso presente in romanzi, film o commedie di tipo classico. L'eroe byroniano è solitamente posto ai margini della società, ha una personalità perennemente in conflitto tra due posizioni, una positiva di uomo gentile e una negativa di essere spietato, una di forte religiosità, una di ateismo, ed è sempre insoddisfatto e alla ricerca di nuove emozioni.
Dal punto di vista strutturale, il poema è organizzato in quattro canti di stanze spenseriane, formate cioè da otto versi pentametri giambici seguiti da un verso giambico di dodici sillabe detto alessandrino. Vi sono anche delle rime, che seguono lo schema ABABBCBCC.
Nel quadro di Turner Il pellegrinaggio del giovane Aroldo, viene rappresentata l'Italia come un giardino dell'Eden e ci sono chiari riferimenti ai ponti della città di Narni ed in particolare al ponte di Augusto ed al ponte medioevale (sul lato sinistro in basso del quadro). 

## Influenza su altre opere
- L'atmosfera del poema ispirò il compositore romantico francese Hector Berlioz, che nel 1834 scrisse la sinfonia nota come Aroldo in Italia.
- Al termine del film I ponti di Madison County i primi versi del poema sono trascritti nel libro che la protagonista riceve in dono, a perenne ricordo della storia d'amore avuta con il fotografo Robert Kincaid.
- Nell'opera Eugenio Onegin di Puškin ricorrono spesso riferimenti a Childe Harold come tipico eroe byroniano.

## Alcune traduzioni italiane
- Il pellegrinaggio del giovine Aroldo, trad. di Giuseppe Gazzino, Tipografia Arcivescovile, Genova, 1836.
- Il pellegrinaggio del giovane Aroldo, trad. di Francesco Armenio, Stamperia Vico S. Girolamo, Napoli, 1858.
- Pellegrinaggio d'Aroldo, trad. di Giovanni Giovio, G. Bernardoni, Milano, 1866.
- Il pellegrinaggio d'Aroldo, trad. di Carlo Faccioli, G. Barbera, Firenze, 1873.
- Italia - Canto di Giorgio Byron, trad. di Andrea Maffei, Le Monnier, Firenze, 1873.
- Il Pellegrinaggio del giovane Aroldo, trad. di Andrea Maffei, Firenze, Successori Le Monnier, 1874.
- Aroldo (Childe Harold), trad. di Aldo Ricci, Sansoni, Firenze, 1924 (3 voll.).
- Childe Harold’s Pilgrimage di G.G. Byron - traduzione del IV Canto, traduzione, note e ricerca iconografica di Giovanni Salvatore, Palladio Editore, Salerno, 1990.